# Walter Wickenhauser
Walter Wickenhauser (* 29. März 1929 in Cernăuți (Rumänien); † 27. September 2002 in Berlin) war ein deutscher Schauspieler, Synchron- und Hörspielsprecher.

## Leben
Über das Leben des 1929 in Cernăuți in Rumänien (heute Ukraine) geborenen Walter Wickenhauser sind nur lückenhafte Informationen vorhanden. Seine Schauspielausbildung erhielt er von 1947 bis 1949 in Magdeburg, wo er auch seine ersten Bühnenauftritte hatte. Es folgten Theaterstationen in Staßfurt, Altenburg, Gera, Cottbus und Senftenberg. In mehreren Produktionen der DDR-Filmgesellschaft DEFA und dem Fernsehen der DDR stand er vor der Kamera. Ab den 1970er Jahren wirkte er in etwa 200 Hörspielen und über 50 Synchronisationsarbeiten als Sprecher mit.
Walter Wickenhauser starb am 27. September 2002 in Berlin im Alter von 73 Jahren.

## Filmografie
- 1957: Betrogen bis zum jüngsten Tag
- 1974: Ulzana
- 1981: Der ungebetene Gast (Fernseh-Zweiteiler, 1. Teil)
- 1981: Polizeiruf 110: Auftrag per Post (Fernsehreihe)
- 1982–?: Spielhaus (Puppenspiel-Serie, Sprecher)
- 1983: Martin Luther (Fernseh-Fünfteiler, 5. Teil)
- 1985: Geschichten übern Gartenzaun (Fernsehserie, 1 Episode)
- 1989: Polizeiruf 110: Gestohlenes Glück
- 1989: Tierparkgeschichten (Fernsehserie, 2 Episoden)

## Theater
- 1960: Boris Assafjew: Die Fontäne von Bachtschissarai – Regie: Ruth Wolf (Bühnen der Stadt Gera)
- 1960: Klára Fehér: Die Krone der Schöpfung – Regie: Wolfgang Fleischmann (Bühnen der Stadt Gera)
- 1970: Nikolai Pogodin: Der Mann mit dem Gewehr (Iwan Schadrin) – Regie: Hans-Dieter Meves (Bühnen der Stadt Magdeburg)
- 1970: William Shakespeare: Romeo und Julia (Montague) – Regie: Konrad Tschiedrich (Bühnen der Stadt Magdeburg)
- 1972: Wladimir Majakowski: Das Schwitzbad (Triumphantschikow) – Regie: Werner Freese (Bühnen der Stadt Magdeburg)
- 1975: Georg Kaiser: Die Spieldose (Pierre) – Regie: Rolf Kabel (Bühnen der Stadt Magdeburg – Podiumsbühne)
- 1981: Günther Deicke/Ruth Zechlin: Reineke Fuchs – Regie: Joachim Siebenschuh (Theater der Freundschaft Berlin)
- 1982: Peter Ensikat: Wie Bärchen zur Sonne flog – Regie: Jochen Thomas (Palast der Republik Berlin – Großer Saal)

## Hörspiele und Features
- 1974: Giorgio Bandini: Der verschollene Krieger (Landsmann) – Regie: Peter Groeger (Hörspiel – Rundfunk der DDR)
- 1974: Alki Zei: Myrto und Melissa (Vater) – Regie: Maritta Hübner (Kinderhörspiel – Rundfunk der DDR)
- 1975: Horst Berensmeier: Jana macht das schon (Holitschek) – Regie: Werner Grunow (Hörspiel – Rundfunk der DDR)
- 1975: Kurt David: Die fünf Pfeile (Erzähler) – Regie: Manfred Täubert (Kinderhörspiel – Rundfunk der DDR)
- 1976: Alexander Gelman: Protokoll einer Sitzung (Aisatullin) – Regie: Helmut Hellstorff (Hörspiel – Rundfunk der DDR)
- 1976: Aleksandar Obrenović: Stimmen am Wasser – Regie: Wolfgang Brunecker (Kurzhörspiel – Rundfunk der DDR)
- 1977: Heinrich von Kleist: Michael Kohlhaas (Sternhald) – Regie: Hans-Dieter Meves (Hörspiel – Rundfunk der DDR)
- 1977: Egon Erwin Kisch: Am Ufer der Moldau (Wohlschläger) – Regie: Fritz-Ernst Fechner (Hörspiel – Rundfunk der DDR)
- 1978: Karel Čapek: Taschenspiele (Havlena) – Regie: Joachim Staritz (Hörspiel – Rundfunk der DDR)
- 1978: Ödön von Horváth: Kasimir und Karoline (Ausrufer) – Regie: Werner Grunow (Hörspiel – Rundfunk der DDR)
- 1979: Samuil Marschak: Die zwölf Monate (Januar) – Regie: Manfred Täubert (Kinderhörspiel – Rundfunk der DDR)
- 1979: Wilhelm Hauff: Die Errettung Fatmes (Selim) – Regie: Edith Schorn (Kinderhörspiel – Rundfunk der DDR)
- 1980: Friedrich de La Motte Fouqué: Undine – Regie: Manfred Täubert (Kinderhörspiel – Rundfunk der DDR)
- 1980: Fritz Leverenz: Kontiki auf dem Murmelsee (Großvater) – Regie: Gisela Pietsch (Kinderhörspiel – Rundfunk der DDR)
- 1981: Anneliese Probst: Der Raub-Michel – Regie: Uwe Haacke (Kinderhörspiel – Rundfunk der DDR)
- 1981: Jiří Marek: Die verschwundene Lily (Vacatko) – Regie: Klaus Zippel (Kurzhörspiel/Kriminalhörspiel – Rundfunk der DDR)
- 1981: Hans Christian Andersen: Der standhafte Zinnsoldat (Korporal) – Regie: Heiner Möbius (Kinderhörspiel – Litera)
- 1981: Peter Brasch: Der Wolf und Rotkäppchen in der Stadt (Zirkusdirektor) – Regie: Joachim Siebenschuh (Kinderhörspiel – Litera)
- 1982: Thomas Valentin: Grabbes letzter Sommer (Wilhelm) – Regie: Manfred Karge (Hörspiel – Rundfunk der DDR)
- 1982: Jaroslav Hašek: Hamstermord und Hochverrat (Aufseher Nikles) – Regie: Werner Grunow (Hörspiel – Rundfunk der DDR)
- 1983: Barbara Neuhaus: Die Wurstmafia (Dr. Pelz) – Regie: Joachim Gürtner (Kriminalhörspiel – Rundfunk der DDR)
- 1983: Jack London: Der Mexikaner Felipe Rivera – Regie: Detlef Kurzweg (Kurzhörspiel/Kinderhörspiel – Rundfunk der DDR)
- 1983: Hans Christian Andersen: Die Schneekönigin (Räuber) – Regie: Rainer Schwarz (Kinderhörspiel – Litera)
- 1983: Sándor Sáfár/Zoltán Jékely: Vom bärenstarken Moga (Kutscher) – Regie: Andreas Scheinert (Kinderhörspiel – Litera)
- 1984: Werner Heiduczek: Jana und der kleine Stern – Regie: Uwe Haacke (Kurzhörspiel/Kinderhörspiel aus der Reihe Geschichten aus dem Hut – Rundfunk der DDR)
- 1984: LaVerne Kehr: Bei uns im Westen – Regie: Albrecht Surkau (Hörspiel – Rundfunk der DDR)
- 1984: Gottfried August Bürger: Wunderbare Reisen zu Lande, zu Wasser und durch die Luft des Freiherrn von Münchhausen, wie er dieselben bei der Flasche im Zirkel seiner Freunde selbst zu erzählen pflegte (1. Gast) – Regie: Dieter Wardetzky (Hörspiel – Litera)
- 1985: Helmut H. Schulz: Der kürzeste Weg zum Frieden – Regie: Wolfgang Schonendorf (Kinderhörspiel – Rundfunk der DDR)
- 1985: Dimitris Kechaidis: Tavli (Kolias) – Regie: Wolfgang Brunecker (Hörspiel – Rundfunk der DDR)
- 1985: Volksbuch: Till Eulenspiegels mehrsteils wohlige Nacht in der Herberg zu Kneiteln (Nebenrollen) – Regie: Andreas Scheinert, Jürgen Schmidt (Hörspiel – Litera)
- 1986: Angelika Mieth: Karl Foerster – Gärtner, Staudenzüchter, Literat – Regie: Fritz-Ernst Fechner (Feature – Rundfunk der DDR)
- 1986: Lewis Carroll: Alice im Spiegelland (Löwe/Keule) – Regie: Rainer Schwarz (Kinderhörspiel – Rundfunk der DDR)
- 1986: Märchen aus 1001 Nacht: Sindbad der Seefahrer (Nebenrollen) – Regie: Dieter Wardetzky (Kinderhörspiel – Litera)
- 1987: Inge Ristock: Die Pragreise (Ober) – Regie: Detlef Kurzweg (Kurzhörspiel aus der Reihe Waldstraße Nummer 7 – Rundfunk der DDR)
- 1987: Michail Bulgakow: Die letzten Tage (Kukolnik) – Regie: Ingeborg Medschinski (Hörspiel – Rundfunk der DDR)
- 1987: Andreas Scheinert: Des Teufels Triller (Müller) – Regie: Andreas Scheinert (Hörspiel – Litera)
- 1988: Walter Püschel: Old Shatterhand in Moabit (Block) – Regie: Maritta Hübner (Kinderhörspiel – Rundfunk der DDR)
- 1988: Volkstext: Der Schlangenstein (Sultan) – Regie: Rüdiger Zeige (Kinderhörspiel – Rundfunk der DDR)
- 1988: Hans Christian Andersen: Die kleine Seejungfrau (Gruppenszenen) – Regie: Werner Buhss (Kinderhörspiel – Litera)
- 1988: Hans Christian Andersen: Der kleine und der große Klaus (Händler, Gruppenszenen) – Regie: Werner Buhss (Kinderhörspiel – Litera)
- 1989: Henryk Bardijewski: Pangäa – Regie: Rainer Schwarz (Hörspiel – Rundfunk der DDR)
- 1989: Peter Chmieleski: Veteranenmarathon (Leszek) – Regie: Horst Liepach (Kurzhörspiel aus der Reihe Geschichten aus dem Hut – Rundfunk der DDR)
- 1990: Herbert Knaup nach Wladimir Majakowski: Majakiade oder: Ich will, Die Heimat soll mich verstehen (Pförtner) – Regie: Barbara Plensat (Hörspiel – Rundfunk der DDR)
- 1991: Frank Naumann: Mein Freund Diogenes (Aretaios) – Regie: Karlheinz Liefers (Hörspiel – Rundfunk der DDR/BR)

## Synchronisationen

### Spielfilme
- 1952 (1992): Karel Štěpánek als Walters in Affäre in Trinidad
- 1960 (1980): Zbigniew Skowroński als Tolima, Jurands Knappe in Die Kreuzritter
- 1966 (1987): Pietro Tordi als Mr. Black in Irren ist tödlich
- 1971: Gustav Opočenský als König in Prinz Bajaja
- 1972: Iwan Iwanow als Empfangschef in Eolomea
- 1973: Colea Răutu als Nana in Apachen
- 1973: Dinú Vsile als Postmeister in Aus dem Leben eines Taugenichts
- 1974 (1989): Harold Nicholas als Little Seymour in Samstagnacht im Viertel der Schwarzen
- 1974: František Filipovský als Bertík Wässerlein, Bootsverleiher in Wie soll man Dr. Mráček ertränken? oder Das Ende der Wassermänner in Böhmen
- 1975: Alexei Eurkow als Erzähler in Das bucklige Pferdchen
- 1977: Ilarion Ciobanu als Traian Brad in Gesucht wird: Johnny
- 1977: Georgij Parcalev als Ali Ben Jussuf in Unterwegs nach Atlantis
- 1978: František Filipovský als Narr in Das neunte Herz
- 1979: Virgil Platon als Bote in Blauvogel
- 1980: Frunsik Mkrttschjan als Mustafa in Ali Baba und die 40 Räuber
- 1980: Eduardo Ricard als Mexikanischer Polizist in Der Grenzwolf
- 1982: Chamsa Umarow als Steuereintreiber Karatasch in Regenbogen der sieben Hoffnungen
- 1982: Miroslav Moravec als Erzähler in Der dritte Prinz
- 1984: Josef Somr als Servác in Verschenktes Glück

### Fernsehserien
- 1959–1966: 4 Schauspieler, 4 Episoden in Tausend Meilen Staub
- 1959–1964: William Challee als Jasen, 1 Episode in Twilight Zone
- 1964–1972 (1989–1991) 2 Schauspieler, 2 Episoden in Daniel Boone
- 1974–1979: Josef Vinklář als Jula, 1 Episode in Die Kriminalfälle des Majors Zeman
- 1977: Anton Gortschew als Breitschultriger, 1 Episode in Das unsichtbare Visier
- 1979–1981: Jiří Sovák als Hofzauberer Vigo, 12 Episoden in Die Märchenbraut
- 1981–1991: Edward Phillips als Merlin, 1 Episode in Jim Bergerac ermittelt
- 1986–1990: Philippe Peltier als Trödler, 1 Episode in Erotisches zur Nacht